# リーデル
リーデル (Riedel) はオーストリア、クフシュタインに所在し、高級ワイングラスや関連ガラス製品を製造するメーカー。

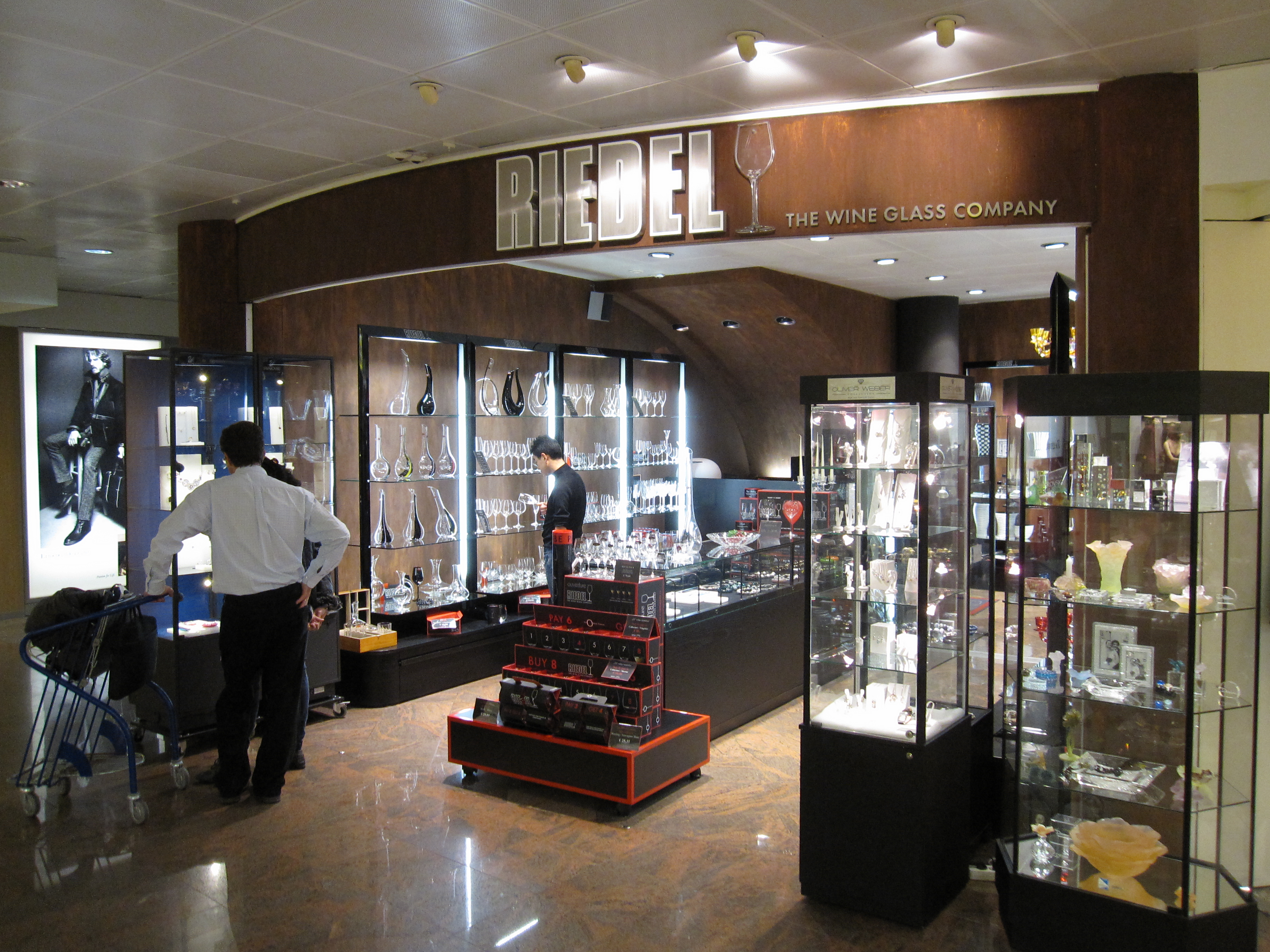
リーデルのストア（ウィーン）

## 概要
リーデルは個々のワインの個性を引きだすよう、個別のワイングラスを提供するという概念の創始者である。小さく口細のポートワイン用から、250ml程度の物、ワインボトル一本分が丸ごと入る風船型のブルゴーニュワイン用まである。形状が変わればワインが口に流れ込む位置も変わり、ワインの個性を最高に引きだすという理屈である。リーデルグラスのもう一つの特徴は、グラスの大きさに対してワインの量が少量になるように設計されていることである。このため、ワインの香りがボウルを充たすことになる。一般的に、通常のワイン一杯分はリーデルでは脚の高さの1/3以下である。
ハンドメイドのクリスタルグラスシリーズ、リーデル・ソムリエは世界中のワイン専門家から最高の評価を得ている。評論家のロバート・パーカーは「機能的にも、享楽目的からも、最高のグラスはこれらリーデル製だ。偉大なワインに対する影響は奥深いものがある。私はこの違いを十分に言い尽くすことができない」と述べている。ニューヨーク近代美術館にも永久展示されているこのソムリエ・シリーズ以外に、より安価なマシンメイドのグラスも製造している。専門の足つきグラスという本質はリーデルの優れたデザインとマーケティングによりしっかりと根付き、似たようなグラスは現在多くのメーカーから製造されている。
リーデルの最近の製品には、脚無しのリーデル・オー・シリーズや、ヴィティス、チロルシリーズ（第二次大戦後、オーストリアのチロル州に工場を移してから50周年を記念したシリーズ）がある。リーデルは1756年にボヘミアで創業し、それ以来一族での経営を続けている。2004年には、当時の最大のライバル、シュピーゲラウを傘下に持つF.X.ナハトマングループを買収した。

## ソムリエ・シリーズ
ソムリエ・シリーズは1973年に10種類が発表され、世界のワイングラスを変えた。単なるワイングラスとして以上に、ソムリエは精密機器として宣伝された。すべてが手製で、クリスタル・ガラスを口で吹いたものである。リーデルはワイングラスの形状変更がワインテイスティングの学問を変えたと主張した。同じワインも異なるグラスに注ぐと違った特徴を示す。これは、熟練した鑑定家に、異なるワインを味わっていると勘違いさせたほど大きい違いである。
ブルゴーニュ・グランクリュは1958年に開発されたもので、ニューヨーク近代美術館に展示されている。

### 赤ワイン用グラス
- ボルドー・グランクリュ
- ブルゴーニュ・グランクリュ
- ティント・レゼルヴァ
- エルミタージュ
- ジンファンデル / キアンティ・クラッシコ
- マチュア・ボルドー
- ロゼ

### 白ワイン用グラス
- ロワール
- リースリング・グランクリュ
- シャブリ（シャルドネ）
- ラインガウ
- モンラッシェ
- ソーテルヌ
- アルザス
- グリューナー・フェルトリーナー

### シャンパン用
- ヴィンテージ・シャンパーニュ
- シャンパーニュ
- スパークリング・ワイン

### 水用
- ウォーター

### 酒精強化ワイン用
- シェリー
- テキーラ
- アペリティフ / ヴェルモット
- ヴィンテージ・ポート
- トウニー・ポート
- コニャック XO
- コニャック VSOP
- シングルモルト・ウイスキー

### スピリッツ用
- アクアヴィット
- ラズベリー
- グラッパ
- アップル / ペア
- フェルネット / ビターズ
- アプリコット / プラム
- マティーニ
- アンダーバーグ / ビターズ

### テイスティング用
- ブラインド・テイスティング・グラス
- ステムレス・テイスティング・グラス

## ヴィノム・エクストリーム
ヴィノム・エクストリームはリーデルの最新の製品で、「グルメ・グラス・コンセプト」に基づいたマシンメイドのグラスである。生産技術の向上に伴い、ワインの質は高く、より濃厚になってきた。このため、リーデルは新たな形状の開発が必要になった。

## ヴィノム
1986年に発表された、初のマシンメイド・グラスシリーズである。価格は抑えながら高品質で、広く普及した。ソムリエ・シリーズと同様、クリスタル・ガラスを使用している。

## オーヴァチュア
Ouvertureとは、オペラなどの序曲のこと。ワインを初めて飲む入門者用で、ヴァリエーションは少ないが、価格はヴィノムシリーズのほぼ半額の千数百円で買える。赤ワイン用、白ワイン用と、ブルゴーニュワイン用のマグナム、それにシャンペン用がある。

## リーデルオー
Riedel O は、ボウルだけで、ステム（脚）とボトム（台座）がないグラス。ワイングラスは通常、グラスを持ったときに、体温でワインが温まらないように、脚と台座があり、それを持って賞味することになっているが、ボウルを持って飲み、ワインの液温変化を測定したところ、それほど上がらなかったという。
大きめのリーデル・グラスは、食器戸棚に収納しにくいばかりか、割れやすいこともあり、「ワイン・タンブラー」とも呼ばれるこのグラスは、家庭用などで人気が出てきている。
価格は上記のオーヴァチュアとほぼ同じくらいで、ヴァリエイションが多い。

## 成分
ヴィノム、ヴィノム・エクストリーム、ソムリエ、グレープ@リーデル、ヴィティス、チロルとほとんどのデキャンタは酸化鉛を24%以上含むクリスタル・ガラスである。オヴァチュア、ワイン、フロウ、リーデル・オーはクリスタリンである。

## 批判
2004年、グルメ・マガジン誌が「ヨーロッパやアメリカの主要な研究施設の研究によると、リーデルの主張はナンセンスである」と報告した。この記事では、エール大学の研究者リンダ・バートスクはリーデルの主張する「舌の味覚分布図」なるものが存在しないと証言している。バートスクによると、「脳は味が口のどの部分から来たかは気にしない。こんなことは研究者なら30年前から知っている」
高価なグラスやヴィンテージによってワインをおいしく感じるのはプラシーボ効果によるものである。1998年にフレデリック・ブロシェが行った実験では、被験者に2杯の同じワインを与え、片方は大量生産品、もう片方は有名な高級ワインだと話したところ、被験者は有名と言われたほうを選んだ。フレデリックは「期待というのは、ワイン自身の実際の質よりもはるかに強く味に影響するんだね」と語った
。
ただし、統計的には舌の位置による味覚の違いを感じる人は多い。
実際にリーデルではグラスの違いによる味わいの変化を体験できるセミナーを実施している。